# Élections cantonales de 1992 dans l'Yonne
Les élections cantonales ont eu lieu les 22 et 29 mars 1992.
Lors de ces élections, 22 des 42 cantons de l'Yonne ont été renouvelés. Elles ont vu la reconduction de la majorité RPR dirigée par Henri de Raincourt, succédant à Jean Chamant, président du conseil général depuis 1970.

## Résultats à l’échelle du département
Répartition départementale des résultats (2e tour).
- PCF (4,89 %)
- PS (18,63 %)
- Majorité (7,51 %)
- Verts (1,09 %)
- RPR (28,01 %)
- UDF (13,43 %)
- DVD (21,31 %)
- FN (5,11 %)

| Étiquette      | Étiquette                          | Premier tour | Premier tour | Second tour | Second tour | Sièges |
| Étiquette      | Étiquette                          | Voix         | %            | Voix        | %           | Sièges |
| -------------- | ---------------------------------- | ------------ | ------------ | ----------- | ----------- | ------ |
|                | Parti socialiste                   | 11 677       | 15,29        | 11 377      | 18,63       | 3      |
|                | Parti communiste français          | 8 205        | 10,74        | 2 989       | 4,89        | 1      |
|                | Majorité présidentielle            | 6 345        | 8,31         | 4 588       | 7,51        | 0      |
| Gauche         | Gauche                             | 26 227       | 34,34        | 18 954      | 31,03       | 4      |
|                |                                    |              |              |             |             |        |
|                | Divers droite                      | 15 126       | 19,80        | 13 019      | 21,31       | 9      |
|                | Rassemblement pour la République   | 13 440       | 17,59        | 17 111      | 28,01       | 6      |
|                | Front national                     | 10 135       | 13,27        | 3 123       | 5,11        | 0      |
|                | Union pour la démocratie française | 7 312        | 9,57         | 8 205       | 13,43       | 3      |
| Droite         | Droite                             | 46 013       | 60,23        | 41 458      | 67,86       | 18     |
|                |                                    |              |              |             |             |        |
|                | Les Verts                          | 4 147        | 5,43         | 668         | 1,09        | 0      |
| Écologistes    | Écologistes                        | 4 147        | 5,43         | 668         | 1,09        | 0      |
|                |                                    |              |              |             |             |        |
| Inscrits       | Inscrits                           | 116 252      | 100,00       | 103 771     | 100,00      |        |
| Abstention     | Abstention                         | 34 831       | 29,96        | 37 920      | 36,54       |        |
| Votants        | Votants                            | 81 421       | 70,04        | 65 851      | 63,46       |        |
| Blancs et nuls | Blancs et nuls                     | 5 034        | 6,18         | 4 771       | 7,25        |        |
| Exprimés       | Exprimés                           | 76 387       | 93,82        | 61 080      | 92,75       |        |

## Résultats par canton

### Canton d'Auxerre-Est
| Candidats      | Candidats        | Étiquette      | Premier tour | Premier tour | Second tour | Second tour |
| Candidats      | Candidats        | Étiquette      | Voix         | %            | Voix        | %           |
| -------------- | ---------------- | -------------- | ------------ | ------------ | ----------- | ----------- |
|                | Serge Franchis*  | DVD            | 1 656        | 32,05        | 2 458       | 62,67       |
|                | Jean-Yves Walter | RPR            | 898          | 17,38        | 1 464       | 37,33       |
|                | Claude Moreau    | FN             | 808          | 15,64        |             |             |
|                | Joël Lacour      | Verts          | 746          | 14,44        |             |             |
|                | Denis Troester   | PS             | 491          | 9,50         |             |             |
|                | Jean Chignier    | PCF            | 331          | 6,41         |             |             |
|                | Jean-Paul Mallet | DVD            | 237          | 4,59         |             |             |
|                |                  |                |              |              |             |             |
| Inscrits       | Inscrits         | Inscrits       | 8 591        | 100,00       | 8 590       | 100,00      |
| Abstention     | Abstention       | Abstention     | 3 055        | 35,56        | 4 130       | 48,08       |
| Votants        | Votants          | Votants        | 5 536        | 64,44        | 4 460       | 51,92       |
| Blancs et nuls | Blancs et nuls   | Blancs et nuls | 369          | 6,67         | 538         | 12,06       |
| Exprimés       | Exprimés         | Exprimés       | 5 167        | 93,33        | 3 922       | 87,94       |

*sortant

### Canton d'Auxerre-Nord
| Candidats      | Candidats             | Étiquette      | Premier tour | Premier tour | Second tour | Second tour |
| Candidats      | Candidats             | Étiquette      | Voix         | %            | Voix        | %           |
| -------------- | --------------------- | -------------- | ------------ | ------------ | ----------- | ----------- |
|                | Francois Babay        | DVD            | 1 798        | 37,82        | 1 884       | 45,27       |
|                | Jacques Hojlo         | PS             | 881          | 18,53        | 995         | 23,91       |
|                | Denis Roycourt        | Verts          | 819          | 17,23        | 668         | 16,05       |
|                | Pierre Lebert         | FN             | 815          | 17,14        | 615         | 14,78       |
|                | Jean-Marie Langoureau | PCF            | 441          | 9,28         |             |             |
|                |                       |                |              |              |             |             |
| Inscrits       | Inscrits              | Inscrits       | 7 472        | 100,00       | 7 472       | 100,00      |
| Abstention     | Abstention            | Abstention     | 2 327        | 31,14        | 3 080       | 41,22       |
| Votants        | Votants               | Votants        | 5 145        | 68,86        | 4 392       | 58,78       |
| Blancs et nuls | Blancs et nuls        | Blancs et nuls | 391          | 7,60         | 230         | 5,24        |
| Exprimés       | Exprimés              | Exprimés       | 4 754        | 92,40        | 4 162       | 94,76       |

### Canton d'Auxerre-Sud
| Candidats      | Candidats            | Étiquette      | Premier tour | Premier tour | Second tour | Second tour |
| Candidats      | Candidats            | Étiquette      | Voix         | %            | Voix        | %           |
| -------------- | -------------------- | -------------- | ------------ | ------------ | ----------- | ----------- |
|                | Marie-France Jeanson | RPR            | 1 111        | 23,86        | 2 277       | 61,34       |
|                | Alain Drouhin        | PS             | 955          | 20,51        | Retrait     | Retrait     |
|                | Guy Ferez            | PS             | 793          | 17,03        | 1 435       | 38,66       |
|                | Denis Martin         | Verts          | 713          | 15,31        |             |             |
|                | Laurent Billay       | FN             | 455          | 9,77         |             |             |
|                | Jean-Robert Devaux   | PCF            | 326          | 7,00         |             |             |
|                | Guy Bertoux          | DVD            | 303          | 6,51         |             |             |
|                |                      |                |              |              |             |             |
| Inscrits       | Inscrits             | Inscrits       | 7 683        | 100,00       | 7 685       | 100,00      |
| Abstention     | Abstention           | Abstention     | 2 679        | 34,87        | 3 534       | 45,99       |
| Votants        | Votants              | Votants        | 5 004        | 65,13        | 4 151       | 54,01       |
| Blancs et nuls | Blancs et nuls       | Blancs et nuls | 348          | 6,95         | 439         | 10,58       |
| Exprimés       | Exprimés             | Exprimés       | 4 656        | 93,05        | 3 712       | 89,42       |

### Canton d'Avallon
| Candidats      | Candidats       | Étiquette      | Premier tour | Premier tour | Second tour | Second tour |
| Candidats      | Candidats       | Étiquette      | Voix         | %            | Voix        | %           |
| -------------- | --------------- | -------------- | ------------ | ------------ | ----------- | ----------- |
|                | Yves Van Haëcke | RPR            | 2 086        | 41,03        | 2 782       | 55,31       |
|                | Léo Grézard*    | PS             | 1 941        | 38,18        | 2 248       | 44,69       |
|                | Franck Thouet   | FN             | 693          | 13,63        |             |             |
|                | Bernard Montel  | PCF            | 364          | 7,16         |             |             |
|                |                 |                |              |              |             |             |
| Inscrits       | Inscrits        | Inscrits       | 8 140        | 100,00       | 8 140       | 100,00      |
| Abstention     | Abstention      | Abstention     | 2 588        | 31,79        | 2 828       | 34,74       |
| Votants        | Votants         | Votants        | 5 552        | 68,21        | 5 312       | 65,26       |
| Blancs et nuls | Blancs et nuls  | Blancs et nuls | 468          | 8,43         | 282         | 5,31        |
| Exprimés       | Exprimés        | Exprimés       | 5 084        | 91,57        | 5 030       | 94,69       |

*sortant

### Canton de Bléneau
| Candidats      | Candidats        | Étiquette      | Premier tour | Premier tour | Second tour | Second tour |
| Candidats      | Candidats        | Étiquette      | Voix         | %            | Voix        | %           |
| -------------- | ---------------- | -------------- | ------------ | ------------ | ----------- | ----------- |
|                | Marc Masson*     | UDF            | 1 090        | 41,59        | 1 399       | 58,76       |
|                | Lucien Garochau  | PS             | 644          | 24,57        | 982         | 41,24       |
|                | André Masson     | FN             | 352          | 13,40        |             |             |
|                | Olivier Ferte    | Verts          | 198          | 7,55         |             |             |
|                | Marthe Berthelot | PCF            | 178          | 6,79         |             |             |
|                | Jean-Luc Cécile  | PS             | 159          | 6,07         |             |             |
|                |                  |                |              |              |             |             |
| Inscrits       | Inscrits         | Inscrits       | 3 832        | 100,00       | 3 830       | 100,00      |
| Abstention     | Abstention       | Abstention     | 1 066        | 27,82        | 1 290       | 33,68       |
| Votants        | Votants          | Votants        | 2 766        | 72,18        | 2 540       | 66,32       |
| Blancs et nuls | Blancs et nuls   | Blancs et nuls | 145          | 5,24         | 159         | 6,26        |
| Exprimés       | Exprimés         | Exprimés       | 2 621        | 94,76        | 2 381       | 93,74       |

*sortant

### Canton de Cerisiers
| Candidats      | Candidats         | Étiquette      | Premier tour | Premier tour |
| Candidats      | Candidats         | Étiquette      | Voix         | %            |
| -------------- | ----------------- | -------------- | ------------ | ------------ |
|                | Hubert Kaelberer* | RPR            | 976          | 69,17        |
|                | Philippe Bruley   | FN             | 203          | 14,39        |
|                | Claude Gemin      | PS             | 134          | 9,50         |
|                | Lucien Drain      | PCF            | 98           | 6,95         |
|                |                   |                |              |              |
| Inscrits       | Inscrits          | Inscrits       | 2 095        | 100,00       |
| Abstention     | Abstention        | Abstention     | 580          | 27,68        |
| Votants        | Votants           | Votants        | 1 515        | 72,32        |
| Blancs et nuls | Blancs et nuls    | Blancs et nuls | 104          | 6,86         |
| Exprimés       | Exprimés          | Exprimés       | 1 411        | 93,14        |

*sortant

### Canton de Chablis
| Candidats      | Candidats          | Étiquette      | Premier tour | Premier tour | Second tour | Second tour |
| Candidats      | Candidats          | Étiquette      | Voix         | %            | Voix        | %           |
| -------------- | ------------------ | -------------- | ------------ | ------------ | ----------- | ----------- |
|                | Georges Maingonat  | DVD            | 764          | 33,84        | 1 183       | 56,15       |
|                | Alain Geoffroy     | DVD            | 573          | 25,38        | 924         | 43,85       |
|                | Francois Raveneau* | UDF            | 563          | 24,93        | Retrait     | Retrait     |
|                | Georges Villemagne | PCF            | 180          | 7,97         |             |             |
|                | Daniel Tremblay    | FN             | 178          | 7,88         |             |             |
|                |                    |                |              |              |             |             |
| Inscrits       | Inscrits           | Inscrits       | 3 388        | 100,00       | 3 387       | 100,00      |
| Abstention     | Abstention         | Abstention     | 994          | 29,34        | 1 105       | 32,62       |
| Votants        | Votants            | Votants        | 2 394        | 70,66        | 2 282       | 67,38       |
| Blancs et nuls | Blancs et nuls     | Blancs et nuls | 136          | 5,68         | 175         | 7,67        |
| Exprimés       | Exprimés           | Exprimés       | 2 258        | 94,32        | 2 107       | 92,33       |

*sortant

### Canton de Coulanges-la-Vineuse
| Candidats      | Candidats            | Étiquette      | Premier tour | Premier tour | Second tour | Second tour |
| Candidats      | Candidats            | Étiquette      | Voix         | %            | Voix        | %           |
| -------------- | -------------------- | -------------- | ------------ | ------------ | ----------- | ----------- |
|                | Jean-Noël Loury      | DVD            | 1 087        | 37,60        | 1 608       | 57,35       |
|                | Paul Girard          | PS             | 753          | 26,05        | 1 196       | 42,65       |
|                | Christian Chaton     | PS             | 335          | 11,59        |             |             |
|                | Pierre Vigreux       | PCF            | 262          | 9,06         |             |             |
|                | Germain Benard       | FN             | 258          | 8,92         |             |             |
|                | Philippe Archambault | Verts          | 196          | 6,78         |             |             |
|                |                      |                |              |              |             |             |
| Inscrits       | Inscrits             | Inscrits       | 4 056        | 100,00       | 4 056       | 100,00      |
| Abstention     | Abstention           | Abstention     | 1 010        | 24,90        | 1 088       | 26,82       |
| Votants        | Votants              | Votants        | 3 046        | 75,10        | 2 968       | 73,18       |
| Blancs et nuls | Blancs et nuls       | Blancs et nuls | 155          | 5,09         | 164         | 5,53        |
| Exprimés       | Exprimés             | Exprimés       | 2 891        | 94,91        | 2 804       | 94,47       |

### Canton de Courson-les-Carrières
| Candidats      | Candidats           | Étiquette      | Premier tour | Premier tour |
| Candidats      | Candidats           | Étiquette      | Voix         | %            |
| -------------- | ------------------- | -------------- | ------------ | ------------ |
|                | Marcel Guyon*       | UDF            | 972          | 57,96        |
|                | Pierre Coevoet      | UDF            | 303          | 18,07        |
|                | Jean-Pierre Crochet | PS             | 161          | 9,60         |
|                | Serge Breuille      | PS             | 105          | 6,26         |
|                | Georges Chevaux     | FN             | 87           | 5,19         |
|                | Jean-Michel Kerne   | PCF            | 49           | 2,92         |
|                |                     |                |              |              |
| Inscrits       | Inscrits            | Inscrits       | 2 298        | 100,00       |
| Abstention     | Abstention          | Abstention     | 544          | 23,67        |
| Votants        | Votants             | Votants        | 1 754        | 76,33        |
| Blancs et nuls | Blancs et nuls      | Blancs et nuls | 77           | 4,39         |
| Exprimés       | Exprimés            | Exprimés       | 1 677        | 95,61        |

*sortant

### Canton de Flogny-la-Chapelle
| Candidats      | Candidats        | Étiquette      | Premier tour | Premier tour | Second tour | Second tour |
| Candidats      | Candidats        | Étiquette      | Voix         | %            | Voix        | %           |
| -------------- | ---------------- | -------------- | ------------ | ------------ | ----------- | ----------- |
|                | René Hutin*      | RPR            | 785          | 32,53        | 1 242       | 59,06       |
|                | Paul Balacey     | DVD            | 403          | 16,70        | 861         | 40,94       |
|                | Pierre Delbreuve | FN             | 289          | 11,98        |             |             |
|                | Eric Renouard    | PS             | 220          | 9,12         |             |             |
|                | Bruno Blonde     | Verts          | 179          | 7,42         |             |             |
|                | Raymond Valentin | DVD            | 158          | 6,55         |             |             |
|                | Pierre Delepine  | PCF            | 142          | 5,88         |             |             |
|                | Jeanine Durand   | DVD            | 139          | 5,76         |             |             |
|                | Paul Cherest     | DVD            | 98           | 4,06         |             |             |
|                |                  |                |              |              |             |             |
| Inscrits       | Inscrits         | Inscrits       | 3 419        | 100,00       | 3 426       | 100,00      |
| Abstention     | Abstention       | Abstention     | 910          | 26,62        | 1 120       | 32,69       |
| Votants        | Votants          | Votants        | 2 509        | 73,38        | 2 306       | 67,31       |
| Blancs et nuls | Blancs et nuls   | Blancs et nuls | 96           | 3,83         | 203         | 8,80        |
| Exprimés       | Exprimés         | Exprimés       | 2 413        | 96,17        | 2 103       | 91,20       |

*sortant

### Canton de L'Isle-sur-Serein
| Candidats      | Candidats         | Étiquette      | Premier tour | Premier tour |
| Candidats      | Candidats         | Étiquette      | Voix         | %            |
| -------------- | ----------------- | -------------- | ------------ | ------------ |
|                | Paul-André Sadon* | DVD            | 1 302        | 84,49        |
|                | Louis Rubio       | PCF            | 239          | 15,51        |
|                |                   |                |              |              |
| Inscrits       | Inscrits          | Inscrits       | 2 301        | 100,00       |
| Abstention     | Abstention        | Abstention     | 541          | 23,51        |
| Votants        | Votants           | Votants        | 1 760        | 76,49        |
| Blancs et nuls | Blancs et nuls    | Blancs et nuls | 219          | 12,44        |
| Exprimés       | Exprimés          | Exprimés       | 1 541        | 87,56        |

*sortant

### Canton de Ligny-le-Châtel
| Candidats      | Candidats        | Étiquette      | Premier tour | Premier tour | Second tour | Second tour |
| Candidats      | Candidats        | Étiquette      | Voix         | %            | Voix        | %           |
| -------------- | ---------------- | -------------- | ------------ | ------------ | ----------- | ----------- |
|                | Gérard Arnouts   | PS             | 917          | 38,68        | 1 226       | 51,73       |
|                | Gérard Lannes    | RPR            | 762          | 32,14        | 1 144       | 48,27       |
|                | Denis Le Rolland | DVD            | 318          | 13,41        |             |             |
|                | Pierre Daull     | FN             | 245          | 10,33        |             |             |
|                | Claude Henriat   | PCF            | 129          | 5,44         |             |             |
|                |                  |                |              |              |             |             |
| Inscrits       | Inscrits         | Inscrits       | 3 431        | 100,00       | 3 431       | 100,00      |
| Abstention     | Abstention       | Abstention     | 920          | 26,81        | 949         | 27,66       |
| Votants        | Votants          | Votants        | 2 511        | 73,19        | 2 482       | 72,34       |
| Blancs et nuls | Blancs et nuls   | Blancs et nuls | 140          | 5,58         | 112         | 4,51        |
| Exprimés       | Exprimés         | Exprimés       | 2 371        | 94,42        | 2 370       | 95,49       |

### Canton de Pont-sur-Yonne
| Candidats      | Candidats       | Étiquette      | Premier tour | Premier tour | Second tour | Second tour |
| Candidats      | Candidats       | Étiquette      | Voix         | %            | Voix        | %           |
| -------------- | --------------- | -------------- | ------------ | ------------ | ----------- | ----------- |
|                | Roger Lassale*  | PS             | 2 865        | 43,08        | 3 135       | 49,97       |
|                | Guy Languillat  | RPR            | 2 077        | 31,23        | 2 264       | 36,09       |
|                | Gilles Roth     | FN             | 1 129        | 16,98        | 875         | 13,95       |
|                | Michèle Rioland | PCF            | 579          | 8,71         |             |             |
|                |                 |                |              |              |             |             |
| Inscrits       | Inscrits        | Inscrits       | 9 455        | 100,00       | 9 453       | 100,00      |
| Abstention     | Abstention      | Abstention     | 2 414        | 25,53        | 2 897       | 30,65       |
| Votants        | Votants         | Votants        | 7 041        | 74,47        | 6 556       | 69,35       |
| Blancs et nuls | Blancs et nuls  | Blancs et nuls | 391          | 5,55         | 282         | 4,30        |
| Exprimés       | Exprimés        | Exprimés       | 6 650        | 94,45        | 6 274       | 95,70       |

*sortant

### Canton de Quarre-les-Tombes
| Candidats      | Candidats           | Étiquette      | Premier tour | Premier tour | Second tour | Second tour |
| Candidats      | Candidats           | Étiquette      | Voix         | %            | Voix        | %           |
| -------------- | ------------------- | -------------- | ------------ | ------------ | ----------- | ----------- |
|                | Georges Huguet      | DVD            | 442          | 31,80        | 836         | 66,09       |
|                | Michel Veuillot     | DVD            | 284          | 20,43        | 429         | 33,91       |
|                | Dominique Hudry     | DVD            | 188          | 13,53        |             |             |
|                | Thierry Schulz      | DVD            | 185          | 13,31        |             |             |
|                | Emmanuel Goudonneix | PS             | 105          | 7,55         |             |             |
|                | Claude Thieblot     | DVD            | 81           | 5,83         |             |             |
|                | Daniel Laurent      | Verts          | 65           | 4,68         |             |             |
|                | Louis Simonnet      | PCF            | 40           | 2,88         |             |             |
|                |                     |                |              |              |             |             |
| Inscrits       | Inscrits            | Inscrits       | 1 991        | 100,00       | 1 984       | 100,00      |
| Abstention     | Abstention          | Abstention     | 541          | 27,17        | 607         | 30,59       |
| Votants        | Votants             | Votants        | 1 450        | 72,83        | 1 377       | 69,41       |
| Blancs et nuls | Blancs et nuls      | Blancs et nuls | 60           | 4,14         | 112         | 8,13        |
| Exprimés       | Exprimés            | Exprimés       | 1 390        | 95,86        | 1 265       | 91,87       |

### Canton de Saint-Florentin
| Candidats      | Candidats            | Étiquette      | Premier tour | Premier tour | Second tour | Second tour |
| Candidats      | Candidats            | Étiquette      | Voix         | %            | Voix        | %           |
| -------------- | -------------------- | -------------- | ------------ | ------------ | ----------- | ----------- |
|                | Jean Lancray*        | UDF            | 1 328        | 39,58        | 2 145       | 73,13       |
|                | Lucien Chesne        | RPR            | 642          | 19,14        | Retrait     | Retrait     |
|                | Marc Fournier        | FN             | 517          | 15,41        | 788         | 26,87       |
|                | Jacques Roy          | PCF            | 308          | 9,18         |             |             |
|                | Francois Genreau     | Verts          | 294          | 8,76         |             |             |
|                | Barthelemy Alcantara | PS             | 266          | 7,93         |             |             |
|                |                      |                |              |              |             |             |
| Inscrits       | Inscrits             | Inscrits       | 5 119        | 100,00       | 5 119       | 100,00      |
| Abstention     | Abstention           | Abstention     | 1 583        | 30,92        | 1 892       | 36,96       |
| Votants        | Votants              | Votants        | 3 536        | 69,08        | 3 227       | 63,04       |
| Blancs et nuls | Blancs et nuls       | Blancs et nuls | 181          | 5,12         | 294         | 9,11        |
| Exprimés       | Exprimés             | Exprimés       | 3 355        | 94,88        | 2 933       | 90,89       |

*sortant

### Canton de Seignelay
| Candidats      | Candidats         | Étiquette      | Premier tour | Premier tour | Second tour | Second tour |
| Candidats      | Candidats         | Étiquette      | Voix         | %            | Voix        | %           |
| -------------- | ----------------- | -------------- | ------------ | ------------ | ----------- | ----------- |
|                | Pierre Chambon*   | PS             | 1 130        | 23,68        | 2 207       | 54,31       |
|                | Daniel Montagne   | UDF            | 1 014        | 21,25        | 1 857       | 45,69       |
|                | Louis Maison      | PS             | 754          | 15,80        | Retrait     | Retrait     |
|                | Gérard Gondor     | FN             | 682          | 14,29        |             |             |
|                | Georges Friedrich | PCF            | 596          | 12,49        |             |             |
|                | Bernard Pesquet   | Verts          | 596          | 12,49        |             |             |
|                |                   |                |              |              |             |             |
| Inscrits       | Inscrits          | Inscrits       | 7 330        | 100,00       | 7 330       | 100,00      |
| Abstention     | Abstention        | Abstention     | 2 223        | 30,33        | 2 877       | 39,25       |
| Votants        | Votants           | Votants        | 5 107        | 69,67        | 4 453       | 60,75       |
| Blancs et nuls | Blancs et nuls    | Blancs et nuls | 335          | 6,56         | 389         | 8,74        |
| Exprimés       | Exprimés          | Exprimés       | 4 772        | 93,44        | 4 064       | 91,26       |

*sortant

### Canton de Sens-Nord-Est
| Candidats      | Candidats                | Étiquette      | Premier tour | Premier tour | Second tour | Second tour |
| Candidats      | Candidats                | Étiquette      | Voix         | %            | Voix        | %           |
| -------------- | ------------------------ | -------------- | ------------ | ------------ | ----------- | ----------- |
|                | Patrick Chevalier-Vanier | RPR            | 1 464        | 28,39        | 2 821       | 63,94       |
|                | Etienne Braun            | UDF            | 1 252        | 24,28        | 1 591       | 36,06       |
|                | Michel Charva            | FN             | 716          | 13,89        |             |             |
|                | Jacques Beyer            | DVD            | 665          | 12,90        |             |             |
|                | Mireille Ladrange        | PCF            | 543          | 10,53        |             |             |
|                | Paul Paviot              | PS             | 516          | 10,01        |             |             |
|                |                          |                |              |              |             |             |
| Inscrits       | Inscrits                 | Inscrits       | 7 937        | 100,00       | 7 937       | 100,00      |
| Abstention     | Abstention               | Abstention     | 2 483        | 31,28        | 2 975       | 37,48       |
| Votants        | Votants                  | Votants        | 5 454        | 68,72        | 4 962       | 62,52       |
| Blancs et nuls | Blancs et nuls           | Blancs et nuls | 298          | 5,46         | 550         | 11,08       |
| Exprimés       | Exprimés                 | Exprimés       | 5 156        | 94,54        | 4 412       | 88,92       |

### Canton de Sens-Sud-Est
| Candidats      | Candidats        | Étiquette      | Premier tour | Premier tour | Second tour | Second tour |
| Candidats      | Candidats        | Étiquette      | Voix         | %            | Voix        | %           |
| -------------- | ---------------- | -------------- | ------------ | ------------ | ----------- | ----------- |
|                | Jean Cordillot*  | PCF            | 2 173        | 35,96        | 2 989       | 53,05       |
|                | Jean Michaud     | RPR            | 1 837        | 30,40        | 1 800       | 31,95       |
|                | François Seilhes | FN             | 1 120        | 18,54        | 845         | 15,00       |
|                | Frédéric Besset  | PS             | 912          | 15,09        |             |             |
|                |                  |                |              |              |             |             |
| Inscrits       | Inscrits         | Inscrits       | 9 695        | 100,00       | 9 694       | 100,00      |
| Abstention     | Abstention       | Abstention     | 3 248        | 33,50        | 3 792       | 39,12       |
| Votants        | Votants          | Votants        | 6 447        | 66,50        | 5 902       | 60,88       |
| Blancs et nuls | Blancs et nuls   | Blancs et nuls | 405          | 6,28         | 268         | 4,54        |
| Exprimés       | Exprimés         | Exprimés       | 6 042        | 93,72        | 5 634       | 95,46       |

*sortant

### Canton de Sergines
| Candidats      | Candidats         | Étiquette      | Premier tour | Premier tour | Second tour | Second tour |
| Candidats      | Candidats         | Étiquette      | Voix         | %            | Voix        | %           |
| -------------- | ----------------- | -------------- | ------------ | ------------ | ----------- | ----------- |
|                | Jean-Claude Leroy | DVD            | 1 442        | 44,92        | 1 601       | 54,11       |
|                | André Hermand     | PS             | 1 008        | 31,40        | 1 358       | 45,89       |
|                | André Guereau     | FN             | 441          | 13,74        |             |             |
|                | Alain Simond      | PCF            | 319          | 9,94         |             |             |
|                |                   |                |              |              |             |             |
| Inscrits       | Inscrits          | Inscrits       | 4 663        | 100,00       | 4 663       | 100,00      |
| Abstention     | Abstention        | Abstention     | 1 269        | 27,21        | 1 514       | 32,47       |
| Votants        | Votants           | Votants        | 3 394        | 72,79        | 3 149       | 67,53       |
| Blancs et nuls | Blancs et nuls    | Blancs et nuls | 184          | 5,42         | 190         | 6,03        |
| Exprimés       | Exprimés          | Exprimés       | 3 210        | 94,58        | 2 959       | 93,97       |

### Canton de Vermenton
| Candidats      | Candidats          | Étiquette      | Premier tour | Premier tour | Second tour | Second tour |
| Candidats      | Candidats          | Étiquette      | Voix         | %            | Voix        | %           |
| -------------- | ------------------ | -------------- | ------------ | ------------ | ----------- | ----------- |
|                | Jean-Marie Rolland | RPR            | 802          | 28,76        | 1 317       | 52,06       |
|                | Michel Engelmann   | UDF            | 790          | 28,33        | 1 213       | 47,94       |
|                | Jackie Arvault     | PCF            | 322          | 11,55        |             |             |
|                | Roger Bourreau     | FN             | 266          | 9,54         |             |             |
|                | Gérard Mahieu      | Verts          | 155          | 5,56         |             |             |
|                | Bernard Bazard     | DVD            | 145          | 5,20         |             |             |
|                | Michelle Sabanadze | PS             | 144          | 5,16         |             |             |
|                | Francois Bernaert  | DVD            | 111          | 3,98         |             |             |
|                | Jacques Poussard   | PS             | 54           | 1,94         |             |             |
|                |                    |                |              |              |             |             |
| Inscrits       | Inscrits           | Inscrits       | 3 768        | 100,00       | 3 768       | 100,00      |
| Abstention     | Abstention         | Abstention     | 888          | 23,57        | 1 038       | 27,55       |
| Votants        | Votants            | Votants        | 2 880        | 76,43        | 2 730       | 72,45       |
| Blancs et nuls | Blancs et nuls     | Blancs et nuls | 91           | 3,16         | 200         | 7,33        |
| Exprimés       | Exprimés           | Exprimés       | 2 789        | 96,84        | 2 530       | 92,67       |

### Canton de Vézelay
| Candidats      | Candidats        | Étiquette      | Premier tour | Premier tour | Second tour | Second tour |
| Candidats      | Candidats        | Étiquette      | Voix         | %            | Voix        | %           |
| -------------- | ---------------- | -------------- | ------------ | ------------ | ----------- | ----------- |
|                | Christian Guyot  | PS             | 767          | 29,51        | 1 183       | 48,92       |
|                | André Villiers   | DVD            | 576          | 22,16        | 1 235       | 51,08       |
|                | Louis Garriga    | PS             | 388          | 14,93        | Retrait     | Retrait     |
|                | Micheline Moreau | FN             | 263          | 10,12        |             |             |
|                | Luc Le-Huu       | PCF            | 210          | 8,08         |             |             |
|                | Alain Solonel    | DVD            | 209          | 8,04         |             |             |
|                | Calliope Beaud   | Verts          | 186          | 7,16         |             |             |
|                |                  |                |              |              |             |             |
| Inscrits       | Inscrits         | Inscrits       | 3 828        | 100,00       | 3 806       | 100,00      |
| Abstention     | Abstention       | Abstention     | 1 040        | 27,17        | 1 204       | 31,63       |
| Votants        | Votants          | Votants        | 2 788        | 72,83        | 2 602       | 68,37       |
| Blancs et nuls | Blancs et nuls   | Blancs et nuls | 189          | 6,78         | 184         | 7,07        |
| Exprimés       | Exprimés         | Exprimés       | 2 599        | 93,22        | 2 418       | 92,93       |

### Canton de Villeneuve-sur-Yonne
| Candidats      | Candidats           | Étiquette      | Premier tour | Premier tour |
| Candidats      | Candidats           | Étiquette      | Voix         | %            |
| -------------- | ------------------- | -------------- | ------------ | ------------ |
|                | Roland Bonnion*     | DVD            | 1 962        | 54,80        |
|                | Gérard Besson       | PS             | 624          | 17,43        |
|                | Nicole Turne-Sabard | FN             | 618          | 17,26        |
|                | Claude Marache      | PCF            | 376          | 10,50        |
|                |                     |                |              |              |
| Inscrits       | Inscrits            | Inscrits       | 5 760        | 100,00       |
| Abstention     | Abstention          | Abstention     | 1 928        | 33,47        |
| Votants        | Votants             | Votants        | 3 832        | 66,53        |
| Blancs et nuls | Blancs et nuls      | Blancs et nuls | 252          | 6,58         |
| Exprimés       | Exprimés            | Exprimés       | 3 580        | 93,42        |

*sortant